# Alessandro Bichi
Alessandro Bichi (ur. 30 sierpnia 1596 w Sienie, zm. 25 maja 1657 w Rzymie) – włoski kardynał.

## Życiorys
Urodził się 30 sierpnia 1596 roku w Sienie, jako syn Vincenza Bichiego i Faustiny Piccolomini. Studiował w rodzinnym mieście, a następnie został referendarzem Trybunału Obojga Sygnatur. 5 maja 1628 roku został wybrany biskupem Isoli, a dwa dni później przyjął sakrę. W latach 1628–1630 był nuncjuszem w Neapolu. W 1630 roku został przeniesiony do diecezji Carpentras i mianowany nuncjuszem we Francji. 28 listopada 1633 roku został kreowany kardynałem prezbiterem i otrzymał kościół tytularny Santa Sabina. W Następnym roku zrezygnował z nuncjatury. Zmarł 25 maja 1657 roku w Rzymie.